# James R. Mitchell
James R. Mitchell (* 27. April 1971; † 18. November 2020) war ein US-amerikanischer Biologe und Professor an der ETH Zürich.

## Leben
James R. Mitchell schloss seinen Bachelor in interdisziplinären Studien 1993 an der University of Virginia und sein Doktorat im Fachgebiet Molekulare und Zelluläre Biologie 2000 an der University of California, Berkeley ab. Im Anschluss an seine Promotion war er als wissenschaftlicher Mitarbeiter an der Erasmus-Universität Rotterdam beschäftigt und wurde 2007 zum Assistenzprofessor an die Harvard School of Public Health berufen, an welcher er bis zu seinem Wechsel an die ETH Zürich per 1. Januar 2020 als außerordentlicher Professor tätig war. Im Juli 2019 ernannte ihn der ETH-Rat zum ordentlichen Professor für Biologie des Gesunden Alterns. Er verstarb am 18. November 2020 nach einem tragischen Unfall.

## Forschung
James Mitchells Forschung beschäftigte sich mit spezifischen Aspekten der biologischen Alterung und wissenschaftlich fundierten Optionen der Beeinflussung dieses Prozesses. In jüngerer Zeit lag sein Fokus überwiegend in der Prävention von Krebs, Diabetes mellitus, Übergewicht und anderen altersassoziierten Erkrankungen durch Lebensstilveränderungen, insbesondere in der Ernährung. Er galt als weltweit anerkannter Experte für die im ernährungsphysiologischen Alltag zentrale Frage, ob und inwieweit Nahrungseiweiße einen Einfluss auf den Alterungsprozess haben können bzw. die gesunde Lebensphase in höherem Alter verlängern können. 
Seit 2021 wird der James Mitchell Award for Excellence in Collaborative Science Preis im Gedenken an ihn verliehen.

## Ehrungen und Auszeichnungen
- 2011: Glenn Award[2]
- American Federation for Aging Award
- Ellison Medical Foundation Award